# Artabotrys brachypetalus
Artabotrys brachypetalus är en kirimojaväxtart som beskrevs av George Bentham. Artabotrys brachypetalus ingår i släktet Artabotrys och familjen kirimojaväxter. Inga underarter finns listade i Catalogue of Life.